# René Rock

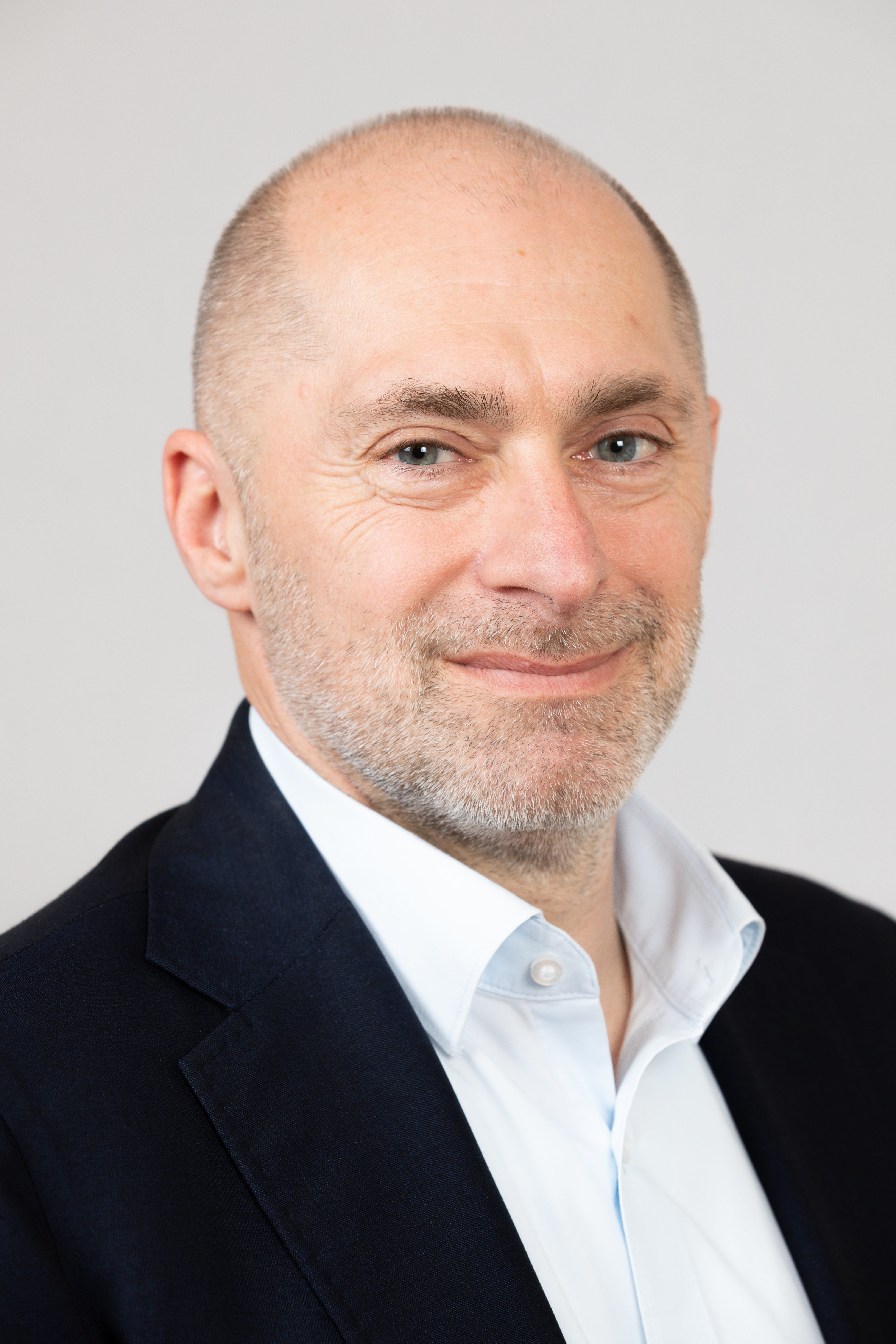
René Rock, 2019

René Rock (* 29. November 1967 in Offenbach am Main) ist ein deutscher Politiker (FDP) und seit 2008 Mitglied des Hessischen Landtages. Seit 2024 ist er dessen Vizepräsident. Von 2017 bis 2023 war er Vorsitzender der dortigen FDP-Fraktion.

## Ausbildung und Beruf
René Rock leistete nach dem Abitur im Jahr 1989 seinen Wehrdienst und studierte an der Johann Wolfgang Goethe-Universität Frankfurt am Main Neuere und Mittlere Geschichte mit dem Schwerpunkt Wirtschafts- und Sozialgeschichte. Rock hat die Universität ohne Abschluss verlassen. Er war von 1999 an Geschäftsführer verschiedener Firmen sowie seit 2001 Fraktionsgeschäftsführer der FDP-Fraktion im Kreistag Offenbach.

## Politik
René Rock ist seit 1993 Mitglied der FDP und war von 1998 bis 2019 Kreisvorsitzender des Kreisverbandes Offenbach-Land sowie Mitglied des Landesvorstandes.
Kommunalpolitisch ist er seit 2001 Fraktionsvorsitzender der FDP in der Stadtverordnetenversammlung Seligenstadt und im Kreistag Offenbach.
Seit der Landtagswahl vom 27. Januar 2008 ist er Mitglied des Hessischen Landtags. Von Mai 2017 bis Dezember 2023 war er Vorsitzender der FDP-Landtagsfraktion im hessischen Landtag.
Bei der Landtagswahl in Hessen 2013 trat er im Wahlkreis Offenbach Land III an. Hier unterlag er gegen Frank Lortz. Ihm gelang jedoch der Wiedereinzug in den Landtag über einen Listenplatz der Partei. Im Wahlkampf 2018 war er Spitzenkandidat seiner Partei. Die FDP erreichte bei der Landtagswahl am 28. Oktober 2018 unter seiner Führung  7,5 Prozent der Stimmen (2013: 5,0 Prozent). Rock war Sprecher für Sozial- und Energiepolitik.
Bei der Landtagswahl in Hessen 2023 wurde Rock auf Platz 2 der Landesliste in den Landtag gewählt. Bei der konstituierenden Sitzung am 18. Januar 2024 wurde er zum Vizepräsidenten des hessischen Landtages gewählt.

## Familie
René Rock ist verheiratet, hat eine Tochter und ist evangelischer Konfession.

## Schriften
- René Rock, André Uzulis: Solidarität braucht Freiheit. Für eine verantwortungsvolle Bürgergesellschaft. Frankfurt am Main 2018, ISBN 978-3-95542-313-1.